# La Grand-Combe
La Grand-Combe är en kommun i departementet Gard i regionen Occitanien i södra Frankrike. Kommunen ligger i kantonen La Grand-Combe som tillhör arrondissementet Alès. År 2022 hade La Grand-Combe 4 837 invånare.

## Befolkningsutveckling
Antalet invånare i kommunen La Grand-Combe
Referens:INSEE